# حريق مستشفى الحسين (السماوة)
حريق مستشفى الحسين التعليمي هو حريق وقع في المستشفى التعليمي لمدينة السماوة في جنوب العراق. وقع الحريق في يوم 11 شباط 2020 وتسبب في وفاة 4 شخص وإصابة 35 آخرين.

## الحادثة
وقع الحريق في الساعة الرابعة عصراً من يوم 11 شباط 2020 في الطابق الرابع، وتوفي على اثره 4 اشخاص واصيب 35 شخص اخر جميعهم من المرضى والمرافقين لهم. واثر حادث الحريق تم نقل مرضى مستشفى الحسين بالسماوة لمستشفيات أخرى. وفتح تحقيق مشترك بين الصحة والشرطة والدفاع المدني لمعرفة أسباب حريق مستشفى الحسين التعليمي.

## التحقيق
اظهر النتائج الاولية لكشف الدفاع المدني أن أبواب الطوارئ كانت مغلقة لحظة الحريق، والمستشفى غير مستوفي لشروط السلامة حيث أن منظومة الإنذار المبكر معطلة، ولم يتم رفع السقوف الثانوية الكوبون ومواد السندونج بنل كونها سريعة الاشتعال، ولم يتم نصب منظومة رغوة بالقرب من خزانات الوقود، ولم يتم بناء مسقفات على خزانات الوقود لحماتها من المؤثرات المناخية، ولم يتم إصدار شهادة سلامة المصاعد الكهربائية.
وأعلن محافظة المثنى أحمد منفي، نتائج التحقيق في حريق مستشفى الحسين بالسماوة، وذلك بتقصير 34 موظف في دائرة الصحة منهم مدراء عامين ومدراء المستشفى المتعاقبين ومدراء أقسام ومسؤولي شعب وموظفين. وأحال المحافظ ثلاث ملفات إلى هيئة النزاهة لها علاقة بحريق المستشفى وهي ملف مشروع منظومة الإنذار المبكر وملف شراء السقوف الثانوية وملف صيانة المستشفى. وفاتح الجهات المعنية لاعتبار الضحايا شهداء، وشمولهم بكافة الحقوق التي يتمتع بها عوائل الشهداء، كما تم مخاطبة وزارة الصحة لتعويضهم.